# Faro (Portogallo)
Faro (pronuncia [ˈfaɾu]) è un comune portoghese di 67.622 abitanti (dato del 2021) situato nel distretto di Faro.
Separata dal mare da una laguna, è un porto di pesca e località turistica dell'Algarve sulla costa atlantica. È sede vescovile e universitaria.

## Storia

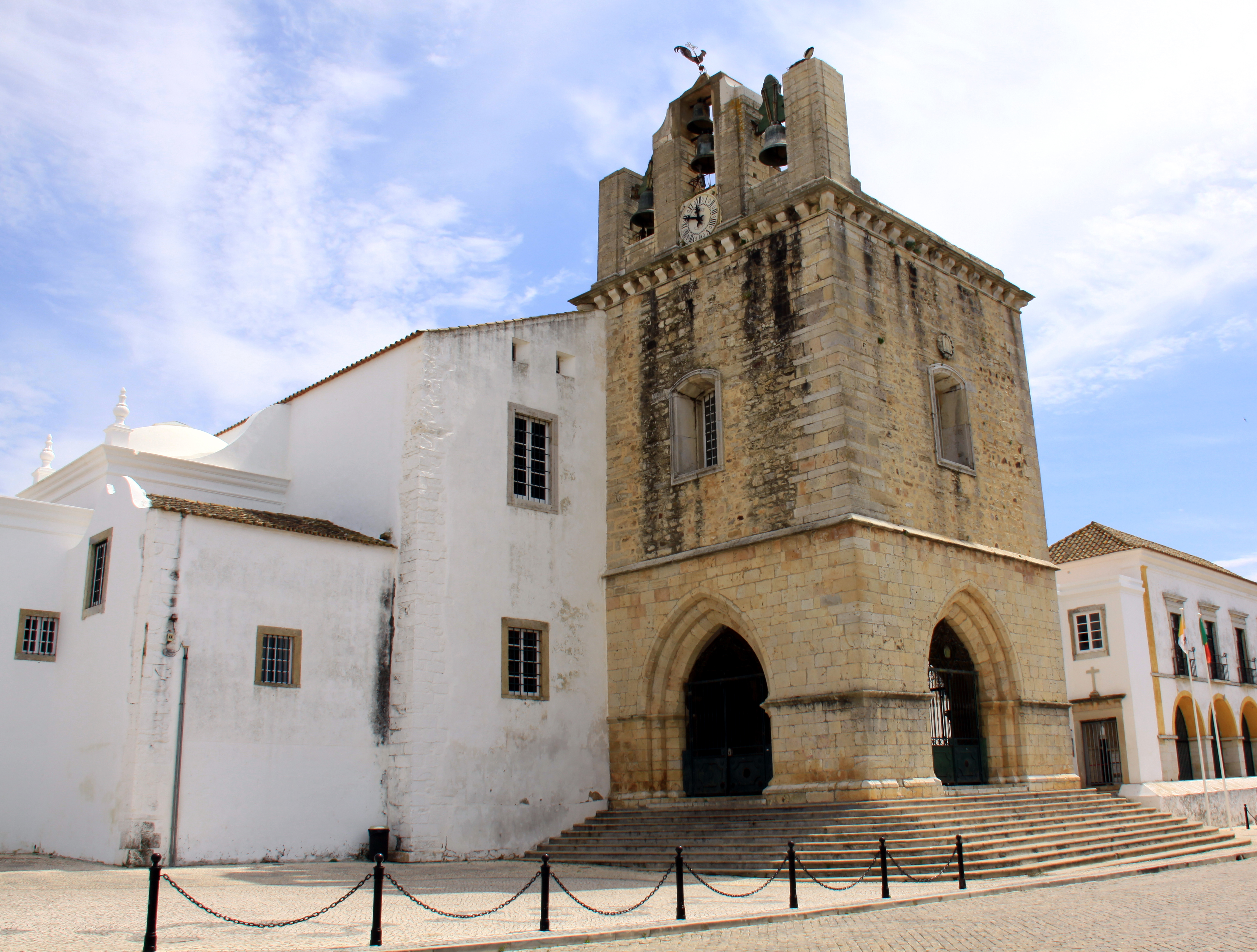
Cattedrale di Faro

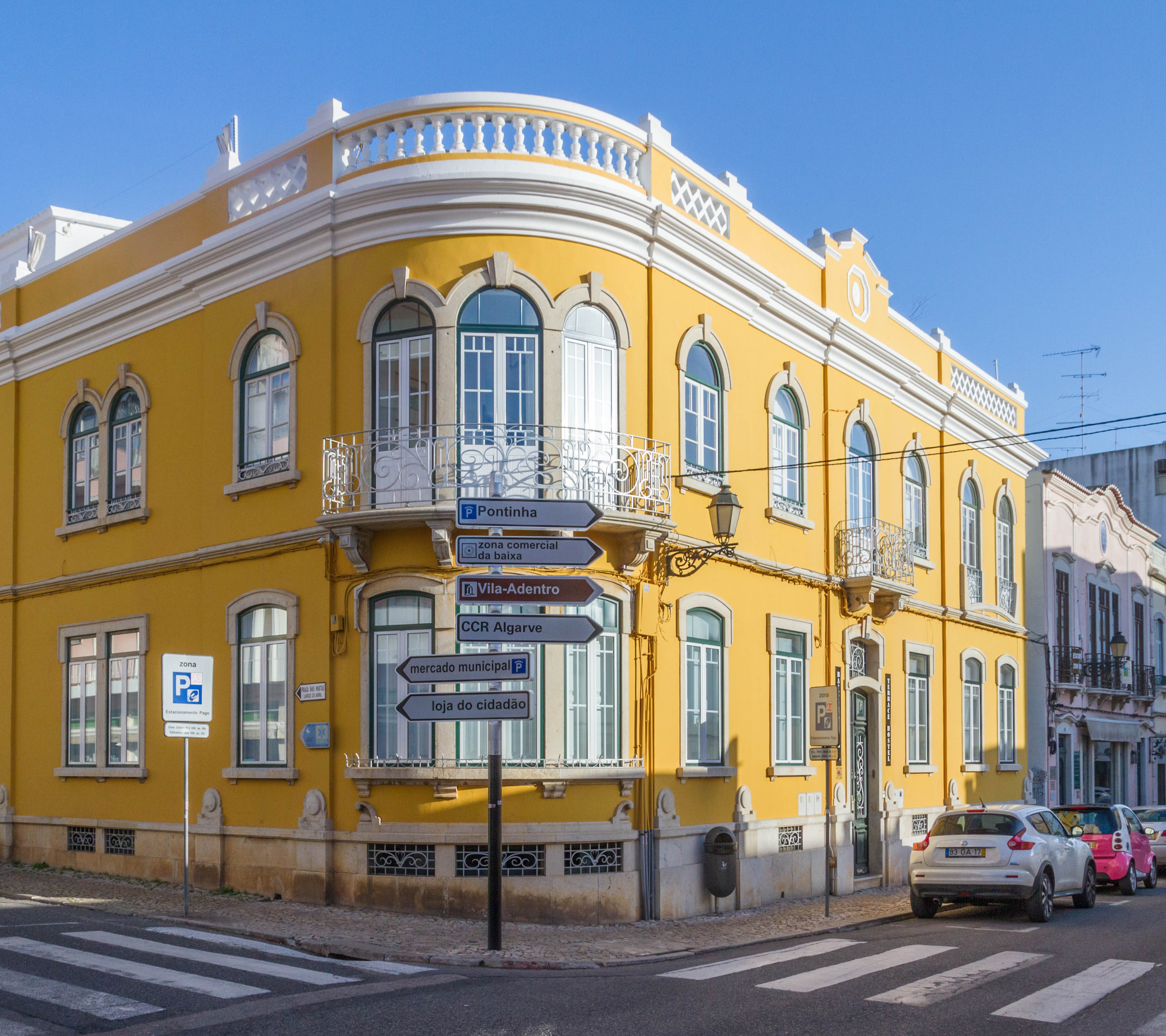
Via del centro cittadino

Da un più antico insediamento fenicio, utilizzato per un certo periodo anche dai Greci, l'oppidum di Ossonoba si sviluppò in epoca romana. Grazie al suo porto e alla vicinanza a ricche zone di pesca, divenne un importante centro commerciale per il vino, l'olio e i prodotti della lavorazione del pesce, soprattutto il garum, ricercato in tutto il mondo antico, ma anche il pesce stagionato. Ossonoba era già annoverata tra i grandi oppidum della penisola iberica da Strabone nel I secolo a.C. e da Plinio nella sua Naturalis historia nel I secolo d.C.. 
Nel 418, i Visigoti marciarono vittoriosi su Faro e la ribattezzarono "Santa Maria". Alla fine del VI secolo, appartenne per breve tempo alla provincia romana orientale della Spania. Nel 713, la città fu conquistata dagli Arabi e ribattezzata al-Uqshunuba o Shantamariyyat al-Gharb. È stato tramandato anche il toponimo Hárune, da cui deriva il nome attuale. Bakr Ben Yahia fondò una dinastia che governò un principato in Algarve dall'875 al 931 da Faro, che fortificò. All'inizio dell'XI secolo, qui si stabilì la Taifa di Santa María del Algarve, con Faro come capitale. Nel 1217, i crociati saccheggiarono la città durante la Reconquista. Durante la seconda crociata, subito dopo la presa di Lisbona da parte delle forze anglo-normanne nel 1147, una spedizione attaccò e saccheggiò Faro, allora ancora sotto il dominio musulmano. Nel 1217, durante la quinta crociata, una flotta di crociati frisoni diretti a San Giovanni d'Acri saccheggiò e bruciò la città. Con il declino della città di Silves (che divenne sede vescovile regionale come diocesi di Silves a partire dal 1186), Faro si affermò come principale centro dell'Algarve. Dopo aver isolato Faro dal suo entroterra, i portoghesi, guidati dal re Alfonso III conquistarono la città nel 1249. Una volta conquistata, i portoghesi ribattezzarono la città Santa Maria de Faaron o Santa Maria de Faaram. Negli anni successivi attraversò un periodo di prosperità, grazie al suo porto riparato e allo sfruttamento del sale. Di conseguenza, all'inizio dell'età delle scoperte, la città si trovava in una posizione geografica ideale per poter diventare un importante centro commerciale.
Nel XIV secolo la comunità ebraica iniziò a crescere di importanza. Nel 1487, Samuel Gacon iniziò a stampare il Pentateuco in ebraico, il primo libro stampato in Portogallo. La comunità ebraica di Faro era da tempo una forza dominante nella regione, con molti artigiani e mercanti che contribuivano in maniera fondamentale all'economia e allo sviluppo della città. Questo livello di prosperità fu interrotto bruscamente nel dicembre 1496 da un editto di Manuele I del Portogallo, che espelleva coloro che non si convertivano al cristianesimo. Di conseguenza, ufficialmente, gli ebrei non rimasero più in Portogallo.
Solo nel 1540 Faro ottenne i diritti di città; nel 1577 la sede vescovile fu trasferita da Silves a Faro. Robert Devereux, conte di Essex, fece saccheggiare la città dalla sua forza di 3.000 uomini durante la campagna contro la spagnola Cadice nel luglio 1596. Solo le chiese della Misericordia e di San Pietro rimasero indenni. La preziosa biblioteca vescovile fu portata a Oxford come arte saccheggiata. Nel 1722 e nel 1755, i terremoti dell'Algarve devastarono anche Faro. A seguito dell'ultimo terremoto, nel 1756 la sede del governo del Regno dell'Algarve fu spostata da Lagos alla meno devastata Faro. Fu di nuovo ricostruita e dotata di nuovi eleganti edifici grazie all'impegno del vescovo Francisco Gomes do Avelar (1739-1816). Nel 1808, le truppe napoleoniche presero Faro sotto il comando del generale Junot; tuttavia, una rivolta portò alla loro espulsione. Dal 1979 Faro ha una propria università.

## Monumenti e luoghi d'interesse

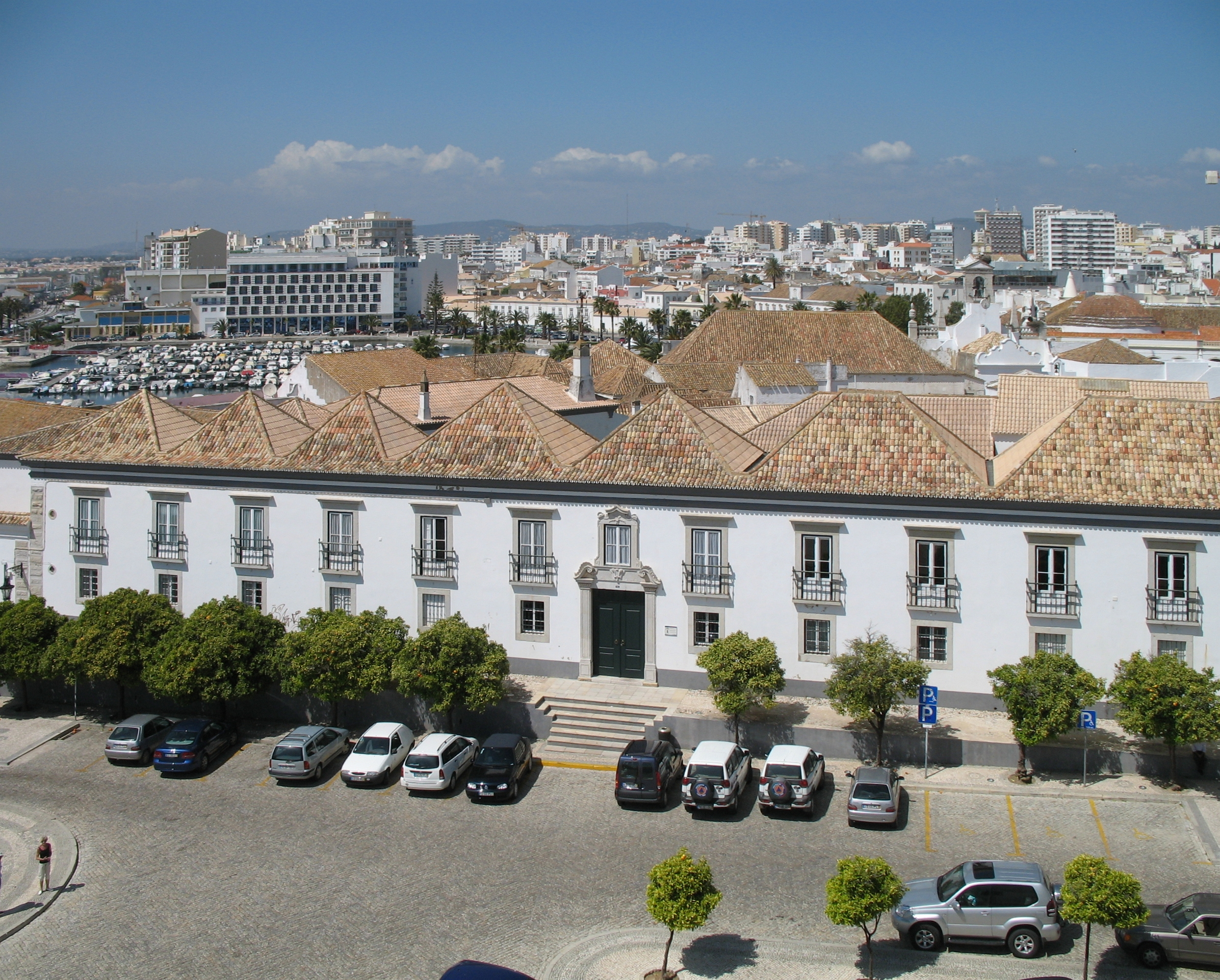
Paço Episcopal (palazzo vescovile)

La Cidade Velha (città vecchia) è interna alla cerchia muraria araba medioevale coperta in buona parte da edifici.
Al centro c'è la Cattedrale di Faro, cattedrale su un sito che è stato, in successione temporale, sede di un tempio romano, di una chiesa visigota, di una moschea. La chiesa in origine di stile romanico-gotico del 1251 è stata più volte modificata e del complesso originario resta oggi solo la torre-portico della facciata mentre l'interno è un misto di diversi stili.
Oltre alla cattedrale nel centro storico, ben conservato, si trovano il Paço Episcopal, palazzo vescovile del secolo XVIII con patio e interni con azulejos interessanti, i resti di mura neolitiche rifatte dagli Arabi e forate dalle porte medioevali la chiesa di Nossa Senhora de Assunção del secolo XVI oggi sede del Museu Arqueológico e Lapidar Do Infante Dom Henrique che raccoglie reperti preistorici e romani e oggetti di artigianato locale.
A est della città vecchia sorge la chiesa gotica dedicata a San Francesco, nei quartieri moderni si trova il Museu Etnográfico Regional e la Nossa Senhora do Carmo grande chiesa del 1712, accanto alla quale c'è la piccola "Capela dos Ossos" con i muri esterni rivestiti di crani umani. Sopraelevata rispetto alla città con ampio panorama è São António do Alto semplice cappella gotica costruita al posto di una vecchia torre di avvistamento che ospita il Museu Antonino con una documentazione iconografica della vita del Santo.
Nei dintorni a 11 km è l'antica Ossonoba romana distrutta dal terremoto del 1755 e scoperta alla fine dell'Ottocento, che presenta i resti delle mura, delle terme, numerose colonne e mosaici.
La zona lagunosa fra Faro e il mare, che si estende lungo la costa del Sotavento, è parte del Parque natural da Ria Formosa, parco naturale di 14.800 ha. del sistema lagunare che comprende una successione di lunghe e strette isole sabbiose parallele alla linea della costa, con canali, isolotti, paludi, banchi di sabbia. La zona è caratterizzata da una particolare vegetazione e una fauna.

## Società

### Evoluzione demografica
| Popolazione di Faro (1801 – 2021) | Popolazione di Faro (1801 – 2021) | Popolazione di Faro (1801 – 2021) | Popolazione di Faro (1801 – 2021) | Popolazione di Faro (1801 – 2021) | Popolazione di Faro (1801 – 2021) | Popolazione di Faro (1801 – 2021) | Popolazione di Faro (1801 – 2021) | Popolazione di Faro (1801 – 2021) | Popolazione di Faro (1801 – 2021) |
| --------------------------------- | --------------------------------- | --------------------------------- | --------------------------------- | --------------------------------- | --------------------------------- | --------------------------------- | --------------------------------- | --------------------------------- | --------------------------------- |
| 1801                              | 1849                              | 1900                              | 1930                              | 1960                              | 1981                              | 1991                              | 2001                              | 2011                              | 2021                              |
| 23.881                            | 18.733                            | 34.104                            | 28.456                            | 35.651                            | 45.109                            | 50.761                            | 58.051                            | 64.560                            | 67.622                            |

## Freguesias
- Conceição e Estoi
- Montenegro
- Santa Bárbara de Nexe
- Sé e São Pedro (città di Faro)

## Amministrazione

### Gemellaggi
- Tangeri, dal 1954
- Hayward
- Bolama
- Huelva
- Malaga